# Грезен
Грезе́н, Ґрезен (фр. Gresin) — колишній муніципалітет у Франції, у регіоні Овернь-Рона-Альпи, департамент Савоя. Населення — 363 осіб (2011).
Муніципалітет був розташований на відстані близько 440 км на південний схід від Парижа, 70 км на схід від Ліона, 19 км на захід від Шамбері.

## Історія
До 2015 року муніципалітет перебував у складі регіону Рона-Альпи. Від 1 січня 2016 року належав до нового об'єднаного регіону Овернь-Рона-Альпи.
1 січня 2019 року Грезен, Сен-Жені-сюр-Гює i Сен-Морис-де-Ротеран було об'єднано в новий муніципалітет Сен-Жені-ле-Віллаж.

## Демографія
Динаміка населення (INSEE ):
Розподіл населення за віком та статтю (2006):
| Стать | Всього | До 15 років | 15-24 | 25-44 | 45-64 | 65-85 | Понад 85 |
| --- | ------ | ----------- | ----- | ----- | ----- | ----- | -------- |
| Чоловіки | 175    | 34          | 12    | 57    | 53    | 19    | 0        |
| Жінки | 152    | 41          | 4     | 53    | 30    | 24    | 0        |
| \| Статево-вікова піраміда \| Статево-вікова піраміда \| Статево-вікова піраміда \| \| ----------------------- \| ----------------------- \| ----------------------- \| \| Чоловіки \| Вік \| Жінки \| \| 0 \| 85 + \| 0 \| \| 4 \| 80-84 \| 8 \| \| 0 \| 75-79 \| 4 \| \| 15 \| 70-74 \| 8 \| \| 0 \| 65-69 \| 4 \| \| 8 \| 60-64 \| 0 \| \| 19 \| 55-59 \| 11 \| \| 15 \| 50-54 \| 15 \| \| 11 \| 45-49 \| 4 \| \| 15 \| 40-44 \| 15 \| \| 19 \| 35-39 \| 19 \| \| 19 \| 30-34 \| 19 \| \| 4 \| 25-29 \| 0 \| \| 4 \| 20-24 \| 4 \| \| 8 \| 15-20 \| 0 \| \| 8 \| 10-14 \| 0 \| \| 11 \| 5-9 \| 26 \| \| 15 \| 0-4 \| 15 \| |        |             |       |       |       |       |          |
| Статево-вікова піраміда |        |             |       |       |       |       |          |
| Чоловіки | Вік    | Жінки       |       |       |       |       |          |
| 0 | 85 +   | 0           |       |       |       |       |          |
| 4 | 80-84  | 8           |       |       |       |       |          |
| 0 | 75-79  | 4           |       |       |       |       |          |
| 15 | 70-74  | 8           |       |       |       |       |          |
| 0 | 65-69  | 4           |       |       |       |       |          |
| 8 | 60-64  | 0           |       |       |       |       |          |
| 19 | 55-59  | 11          |       |       |       |       |          |
| 15 | 50-54  | 15          |       |       |       |       |          |
| 11 | 45-49  | 4           |       |       |       |       |          |
| 15 | 40-44  | 15          |       |       |       |       |          |
| 19 | 35-39  | 19          |       |       |       |       |          |
| 19 | 30-34  | 19          |       |       |       |       |          |
| 4 | 25-29  | 0           |       |       |       |       |          |
| 4 | 20-24  | 4           |       |       |       |       |          |
| 8 | 15-20  | 0           |       |       |       |       |          |
| 8 | 10-14  | 0           |       |       |       |       |          |
| 11 | 5-9    | 26          |       |       |       |       |          |
| 15 | 0-4    | 15          |       |       |       |       |          |

## Економіка
2010 року серед 243 осіб працездатного віку (15—64 років) 178 були активними, 65 — неактивними (показник активності 73,3%, у 1999 році було 71,9%). З 178 активних мешканців працювало 165 осіб (88 чоловіків та 77 жінок), безробітними було 13 (7 чоловіків та 6 жінок). Серед 65 неактивних 17 осіб було учнями чи студентами, 27 — пенсіонерами, 21 була неактивною з інших причин.

У 2010 році в муніципалітеті числилось 139 оподаткованих домогосподарств, у яких проживали 361,0 особи, медіана доходів виносила 17 797 євро на одного особоспоживача